# مجتمع إقليمي (أوكرانيا)
المجتمع الإقليمي (بالأوكرانية: територіальна громада) و (باللاتينية: terytorialna hromada) وتُلفظ هرمودا  هي وحدة أساسية من التقسيم الإداري في أوكرانيا على غرار البلدية. أُسسّت من قبل حكومة أوكرانيا في 12 يونيو 2020. توجد مصطلحات مماثلة في بولندا (جرومادا) وفي بيلاروسيا (هرامادا). الترجمة الحرفية لهذا المصطلح هي «مجتمع» على غرار المصطلحات المستخدمة في دول أوروبا الغربية، مثل ألمانيا (Gemeinde)، وفرنسا (commune) وإيطاليا (comune).